# Смерть Майкла Джексона
Майкл Джексон помер 25 червня 2009 року внаслідок вживання пропофолу і бензодіазепінів у своєму будинку на півночі Carolwood Drive в Холмбі-Гіллз неподалік Лос-Анджелеса.
Його особистий лікар Конрад Мюррей зазначив, що він знайшов бездиханного Майкла в його кімнаті. Лікар намагався здійснити серцево-легеневу реанімацію, але безуспішно. Після дзвінка до 9-1-1 о 12:21 за місцевим часом Джексона лікували парамедики на місці події, однак трохи пізніше його оголосили мертвим у медичному центрі Рональда Рейгана.
28 серпня 2009 року спеціалісти Каліфорнійської кафедри медичного серцевого центру міста Лос-Анджелес прийшли до висновку, що смерть Майкла була насильницькою. Незадовго до смерті Джексону, нібито, вводили пропофол і двічі вводили заспокійливі бензодіазепіни, лоразепам і мідазолам у його будинку. У 2011 році його особистий лікар був засуджений за звинуваченням у ненавмисному вбивстві та відбув дворічний тюремний термін.
Смерть Джексона викликала сплеск реакцій по всьому світу, створюючи безпрецедентні сплески трафіку і, відповідно, продажу його музики та гурту The Jackson 5. У період з липня 2009 року по березень 2010 року музиканти гурту провели серію пам'ятних концертів, на яких побували більш ніж один мільйон осіб у Лондоні на О2 Арена.
Громадянська панахида по Джексону відбулася 7 липня 2009 року в Стейплс-центрі в Лос-Анджелесі, де він репетирував для концерту в Лондоні в ніч перед його смертю. Телебачення транслювало подію в прямому ефірі по всьому світу, залучивши аудиторію у понад мільярд людей. 2010 року компанія Sony Music Entertainment підписала контракт на 250 мільйонів долларів, щоб боротися за майно Майкла та отримати права на його записи аж до 2017 року, а також, щоб випустити сім посмертних альбомів через десять років після його смерті.
Смерть Майкла Джексона посіла перше місце на каналі VH1 у списку 100 найбільш шокових моментів(моментів, що викликають шок) у музиці.

## Обставини

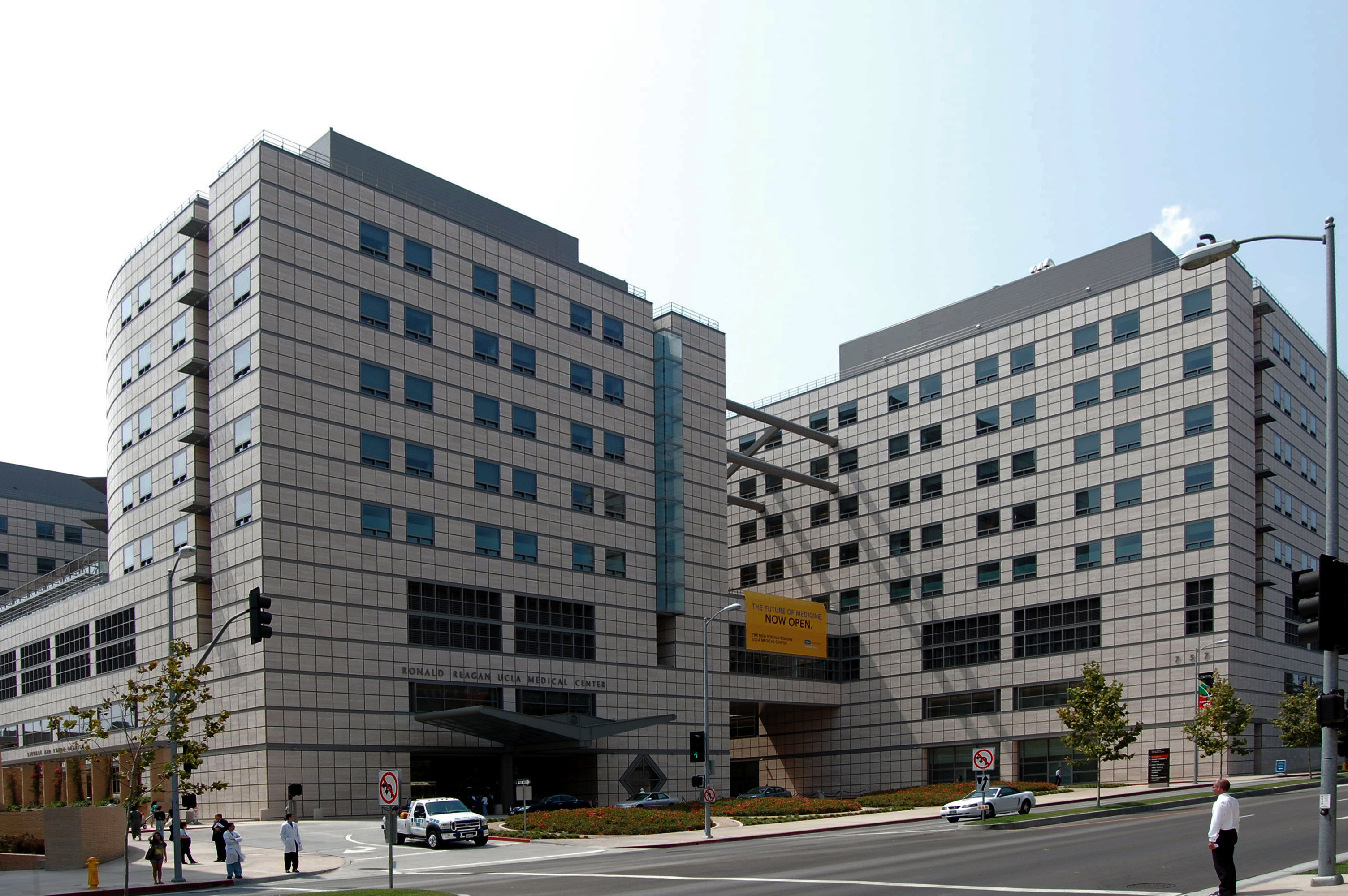
Тіло М. Джексона привезли в Медичний центр Рональда Рейгана Каліфорнійського університету 25 червня, о 1:14 ночі за місцевим часом.

Відповідно до даних ілюзіоніста Еда Алонзо, Майкл Джексон прибув на репетицію в «Стейплс-центрі» близько 6:30 вечора в середу, 24 червня. «Співак жартома скаржився на ларингіт і не репетирував до 9 вечора, він мав чудовий вигляд і велику енергію, — Алонсо додав, — репетиції йшли й після півночі.
Наступного ранку Джексон не виходив зі своєї спальні. За даними адвокатки Мюррея, особистого лікаря Майкла Джексона, Конрад Мюррей увійшов до кімнати того дня і знайшов бездиханного Джексона в ліжку. У Джексона був слабкий пульс, і його тіло було ще теплим. Він намагався реанімувати Джексона протягом 5-10 хвилин, в якийсь момент він зрозумів, що йому треба покликати на допомогу. Лікар заявив, що він був здивований тим, що в будинку не було стаціонарного телефону. Мюррей також повідомив, що він не міг використовувати свій мобільний телефон, щоб зателефонувати 911, тому що не знав точної адреси. Він заявив, що також зв'язався зі службою безпеки, але не отримав жодної відповіді. Нарешті, Мюррей побіг сходами вниз кликати на допомогу, і сказав, щоб забезпечили безпеку в кімнаті. Аж поки Мюррей додзвонився до 911, на думку адвокатки минуло, принаймні, 30 хвилин.
У своїй заяві Мюррей розповів про використання нестандартної техніки серцево-легеневої реанімації Джексона. У стрічці екстреного виклику, випущеному 26 червня протягом одного дня після смерті співака, лікар розповів, що проводив серцево-легеневу реанімацію (СЛР) на ліжку, а не на твердій поверхні, хоча на підлозі вважається стандартною практикою. Також адвокатка заявила, що Мюррей помістив одну руку під Джексона, а іншою рукою стискав груди. Хоча звичайною практикою є використання обох рук для стиснення.
Прес-секретар служби охорони Лос-Анджелеса заявив, що дзвінок в 911 надійшов о 12:21:04 вечора за тихоокеанським часом (19:21:04 за Гринвічем). Парамедики оглянули Джексона о 12:26 вечора і виявили, що він як і раніше не дихав.
Парамедики проводили СЛР 42 хвилини в будинку. Адвокатка Мюррея заявила, що Джексон був живий, коли його вивели з будинку і посадили в машину швидкої допомоги. У 911 чиновники дали іншу інформацію, заявивши, що парамедики знайшли Джексона із зупиненим серцем. Відповідно, вони не спостерігали появи серцебиття у Джексона по дорозі в лікарню. Медики транспортували співака до медичного центру Рональда Рейгана. Після приїзду швидкої допомоги в лікарню приблизно о 1:14 ночі, медичний персонал намагався реанімувати Джексона більш як годину. Однак їхні спроби були невдалі, і Майкл Джексон був оголошений мертвим о 2:26 ночі у віці 50 років.

## Розслідування

### Розтин
Тіло Майкла Джексона було доставлено на гвинтокрилі в Лос-Анджелес, в офіс Коронера в Лінкольн-Гайтс, де три години тривав розтин наступного дня. Його здійснював головний судмедексперт округу Лос-Анджелес Коронера Лакшманан Сатьявагісваран. Родина Джексонів також вимагала проведення ще одного розтину. Після проведення першого розтину головний слідчий офісу Коронера Крейг Харві сказав, що не було жодних доказів травми або злочинних дій.
28 серпня в Ла Каунті Коронер зробив офіційну заяву, що класифікують смерть Майкла Джексона як таку, що настала внаслідок убивства. Він також заявив, що Джексон помер від поєднання в його організмі наркотиків, з найбільш значущих препаратів були анестетик пропофол і транквілізатор лоразепам. Менш значимими наркотиками, що знайшли в тілі Джексона, були мідазолам, діазепам, лідокаїн та ефедрин. Патологоанатом здійснив повний токсикологічний звіт, як за запитом поліції так і окружного прокурора.
У протоколі розтину зазначено, що Джексон був цілком здоровий для свого віку і що його серце було сильним. У документі також йдеться, що Джексон мав найбільш значні проблеми з його легенями, які мали хронічне запалення. Однак це не могло сприяти його загибелі. Інші його життєво важливі органи були в нормі, і в нього не було атеросклерозу, за винятком деяких незначних накопичень в артеріях ніг.
Розтин показав, що Майкл Джексон важив 136 фунтів (62 кг) і мав зріст 5'9» (175 см), що відповідає Індекс Маси тіла від 20,1. «Фокс Ньюс» сказав, що це підтверджує чутки про те, що Джексон був виснажений. Хоча Ассошіейтед Прес заявив, що його вага була в прийнятному діапазоні..

### Правоохоронні органи
Хоча правоохоронці відразу не оголосили, що смерть Джексона могла стати результатом злочину, втім у Департаменті поліції Лос-Анджелеса приступили до розслідування незвичайної та гучної справи, наступного дня після смерті Джексона. А 28 серпня 2009 року поліція Лос-Анджелеса оголосила, що справу буде передано в прокуратуру, яка може порушити кримінальну справу. Департамент висловив стурбованість деяких спостерігачів про те, що ланцюжок у дверях будинку був зламаний.
1 липня Управління по боротьбі з наркотиками (УБН) приєдналося до поліції в розслідуванні. Маючи право розслідувати проблеми захисту лікарської таємниці, наркоконтроль міг би юридично виконати все те, що здавалося складним, аби прослідкувати відпуск ліків за рецептом, які отримував Джексон. Генеральний прокурор Каліфорнії Джеррі Браун оголосив, що його офіс буде допомагати поліції і наркоконтролю, щоб створити в масштабі штату базу всіх лікарів і ліків.
Поліція запросила медичні документи у лікарів, які лікували Джексона. 9 липня начальник поліції Лос-Анджелеса Вільям Браттон повідомив, що слідчі були зосереджені на версії можливості вбивства або випадкового передозування. Але довелося чекати повної токсикології у звітах Коронера. В «Лос Анджелес Таймс» було надруковано цитату високопоставленого джерела з правоохоронних органів про те, що влада не може проводити розслідування, навіть якщо слідчий заявляє про наявність документального підтвердження використання наркотиків для вбивства Джексона, адже звинувачення в такому випадку висунути вкрай складно. Тим не менш, джерело заявило, що Генпрокуратура не виключає більш серйозних звинувачень «аж до ненавмисного вбивства», якщо б було встановлено, що смерть Джексона дійсно була викликана вживанням препарату пропофол.

### Звинувачення у вживанні наркотиків
Джексон використовував пропофол, а також алпразолам (протитривожний препарат), сертралін (як антидепресант). інші препарати, названі у зв'язку з ним омепразол, «гідрокодон», пароксетин, carisoprodol і гидроморфон. Після його смерті, поліція знайшла кілька лікарських препаратів, у його будинку, який включав пропофол. Деякі з цих ліків мали рецепти, зроблені для Джексона під псевдонімами, в той час як інші були підписані.
У 2004 році поліція підготувала документ під час слідства щодо жорстокого поводження Джексона з дітьми. А в 2005 році суд стверджував, що Джексон приймав до 40 таблеток алпразоламу в день. Однак алпразолам не був знайдений у його крові на момент смерті. Лікар А. Фарсчан разом із довіреною особою Майкла Джексона, стверджували, що Джексон боявся наркотиків.
Друг Джексона Діпак Чопра (терапевт, ендокринолог), з яким вони товаришував протягом 20 років, висловив стурбованість тим, що, незважаючи на значний доступ правоохоронців до переліку лікарських препаратів, у Джексона, очевидно, не було ніяких налоксонів. Зілля ним використовувалося для того, щоб протидіяти впливу опіоїдного передозування. Чопра також піддав критиці те, що він побачив, як «включення» деяких голлівудських лікарів: «цей культ наркотиків штовхає лікарів на залежні відносини із наркозалежними знаменитостями, повинен бути зупиненим. Будемо сподіватися, що непотрібна смерть Майкла — це заклик до дії.»
Лікар Євген Аксьонов, який лікував Джексона і його дітей, кілька разів висловив занепокоєння з приводу використання Джексоном та його інтерес до різних препаратів. Аксьонов сказав, що Джексон попросив прописати йому декілька стимуляторів. Адже йому це було необхідно для виступу на декількох важливих концертах. Однак лікар сказав, що він відмовляється їх виписувати. Він нагадав, що співак страждав від хронічної втоми, лихоманки та безсоння. А також, маючи деякі інші симптоми, він і вжив велику кількість ліків. Лікар підозрював, що одним з основних факторів, що викликають ці симптоми у Джексона, було надмірне використання стероїдів або інших препаратів для відбілення ділянок шкіри. За даними токсикологічних тестів, що проводились на тілі Джексона, не повідомлялось, ні про будь-яку залежність. І ніхто з експертів, викликаних для дачі свідчень у суді проти Мюррея, не називали співака наркоманом.
Джанет Джексон підтвердила, що сім'я Джексона намагалася організувати інтервенцію на початку 2007 року, коли Джексон жив у Лас-Вегасі. Джанет Джексон і деякі з її братів нібито їздили до нього додому, але їх не пустили охоронці через наказ не пускати рідних у будинок. Існують, також, чутки, що Майкл Джекосн навіть відмовився від спілкування з матір'ю. «Якщо ви намагалися розібратися з ним» в одній сім'ї, — сказало джерело: «він би тебе випер. Ви просто не почуєте від нього протягом тривалого часу.» Сім'я заперечувала, що вони намагалися втрутитися.

#### Пропофол

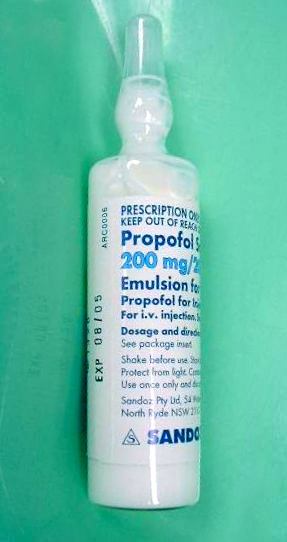
Ампула пропофолу

З усіх наркотиків, що знайшли у Джексона в будинку, найбільше хвилює слідчих наявність ампули пропофолу (Дипривану) — потужного анестетика, який вводять внутрішньовенно в лікарнях, щоб стимулювати і підтримувати наркоз під час операції. Маючи прізвисько «молоко амнезії», через його непрозорий, молочний зовнішній вигляд (обігруються слова «магнезія»), препарат був пов'язаний із зупинкою серця, але ще частіше використовується не за прямим призначенням для анксіолітичних та інших медично обґрунтованих цілей. Кілька флаконів пропофолу (деякі порожні, деякі повні), були знайдені у Джексона вдома.
30 червня 2009 року медсестра Шерілін, яка раніше працювала дієтологом у Джексона, сказала, що він попросив її в травні, щоб вона знайшла йому пропофол, аби допомогти йому спати, але вона відмовилася. Він сказав їй, що йому дали наркотик для подолання безсоння, і що лікар сказав, що це буде безпечно. Лі сказала, що вона отримала телефонний дзвінок від помічника Джексона 21 червня, щоб сказати, що Джексон був хворий, хоча вона не працювала на нього. Вона повідомила, послухавши температуру тіла Джексона, що одна сторона його тіла була гарячою, інша сторона холодна. Вона розповіла це помічнику Джексона і рекомендувала відправити його в лікарню.
Арнольд Кляйн заявив, що Джексон використовував анестезіолога для застосування пропофолу, щоб допомогти йому заснути, поки він був на гастролях у Німеччині. Анестезіолога хотіли «взяти його» на ніч і «повернути» вранці в історичному турі в 1996 і 1997 роках.

### Медичні працівники
Наркоконтроль зосередився на ознайомленні із діяльністю як мінімум п'яти лікарів, які призначали наркотики Джексону, намагаючись визначити, чи були у них з ним стосунки «обличчям до обличчя», і чи будуть вони юридично обов'язковими для встановлення діагнозів.
Щонайменше, дев'ять лікарів були під слідством. Поліція загалом хотіла допитати 30 лікарів, медсестер і фармацевтів, в тому числі Арнольда Кляйна. Кляйн говорить, що він іноді був змушений вводити Джексону петідін, щоб заспокоїти його, але вводити нічого сильнішого, не доводилось.

#### Особистий лікар

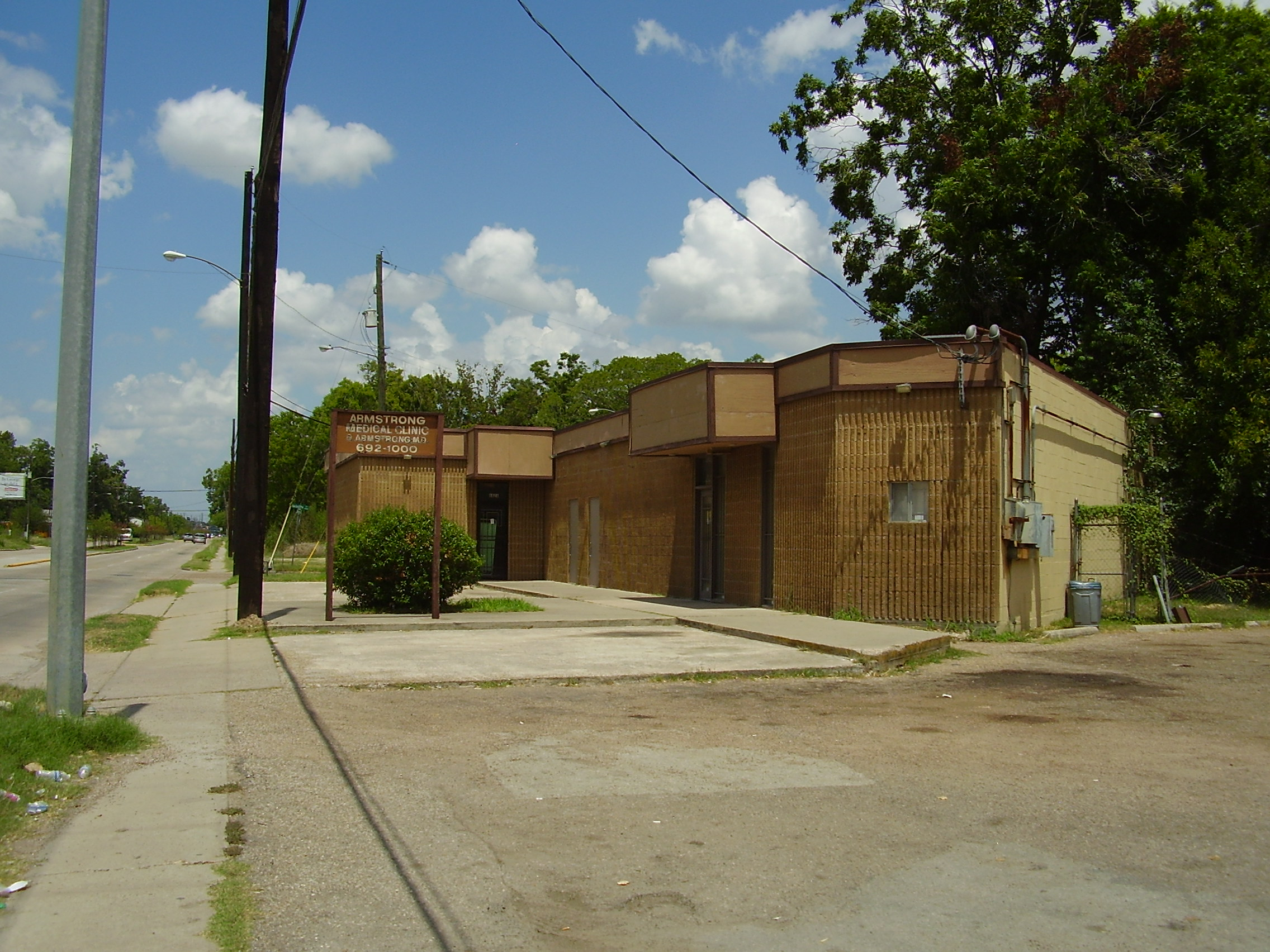
Мюррей практикував у клініці Армстронга у Х'юстон. У клініці було проведено обшук у ході розслідування діяльності Мюррея в липні 2009 року.

Кардіолог Конрад Мюррей був прийнятий до команди Джексона в травні 2009 року в рамках договору з компанією AEG Live — організатором його концерту в Лондоні. Маррей вперше зустрівся з Джексоном у Лас-Вегасі, коли він лікував одного з дітей співака. Компанія AEG Live, — заявив співак, — найняла Мюррея, щоб супроводжувати його в Англію. У ході слідства, щодо дій Мюррея з'ясувалося, що AEG найняла лікаря, однак Джексон не підписував з ним контракт .
Мюррей заявив через свого адвоката, що він не призначав петідін або оксикодон Джексону, але не сказав про можливість виписування рецептів. Поліція Лос-Анджелеса заявила, що лікар говорив про це офіцерам відразу після смерті Джексона, і під час великого інтерв'ю два дні потому. Вони підкреслили, що вони знайшли «не Червоний прапор» і не підозрювали його у злочині. 26 червня, поліцейські відбуксирували автомобіль, яким користувався Мюррей, заявивши, що він може містити ліки чи інші докази. Вони повернули автомашину через п'ять днів.
Політик і міністр Джессі Джексон, друг Майкла Джексона, сказав, що сім'я була стурбована роллю Мюррея. «У них є хороша причина, думати […] чому він покинув сцену».
Протягом наступних кількох тижнів, правоохоронні органи ставали все більш підозрілими до дій лікаря, а 22 липня оперативники оглянули медичний кабінет Мюррея і сховище в Х'юстоні, вилучили предмети, як-от комп'ютер і два жорстких диска, списки контактів з лікарнями і призупинили попереднє повідомлення.
27 липня анонімне джерело повідомило, що Мюррей вводив пропофол протягом 24 годин після смерті Джексона. Адвокати Мюррея відмовилися коментувати те, що вони називають «чутки, інсинуації або неназвані джерела.» На наступний день повідомлялося, що слідчі провели обшуки в будинку і офісі Мюррея в Лас-Вегасі, і що Мюррей став головним підозрюваним слідства. 11 серпня, у Лас-Вегасі в аптеці був проведений обшук. Слідчі шукали докази щодо дій Мюррея, за словами анонімного джерела в поліції. Адвокат Мюррея порадив почекати, поки стануть відомі результати токсикологічної експертизи, зазначаючи, що «речі, як правило, витрушують, коли всі відомі факти».
8 лютого 2010 року Мюррей був звинувачений прокуратурою Лос-Анджелеса у ненавмисному вбивстві. Мюррей не визнав себе винним і був звільнений після сплати $75,000 (в доларах США) застави.. Незабаром після цього, Каліфорнійська медична Рада видала наказ, що забороняє Мюррею виписувати рецепти важких заспокійливих.
11 січня 2011 року суддя попереднього слухання справи Мюррея визначив, що Мюррей повинен постати перед судом за ненавмисне вбивство Джексона. Суддя також призупинив його ліцензію на лікарську практику в штаті Каліфорнія. Суд спочатку повинен був ропочати свої слухання 24 березня, але відкриття справи перенесли на 9 травня. Згодом, слухання було перенесено на 8 вересня, без подальших затримок. Однак, судовий процес розпочався лише 27 вересня 2011 року.
7 листопада 2011 року Мюррей був визнаний винним у ненавмисному вбивстві і йому відмовили у внесенні застави до винесення вироку.. 29 листопада 2011 року Мюррей отримав максимальне покарання у вигляді 4 років позбавлення волі.
Мюррей був випущений достроково із в'язниці 28 жовтня 2013 р., в Каліфорнії через переповнення в'язниць та за зразкову поведінку..

## Здоров'я

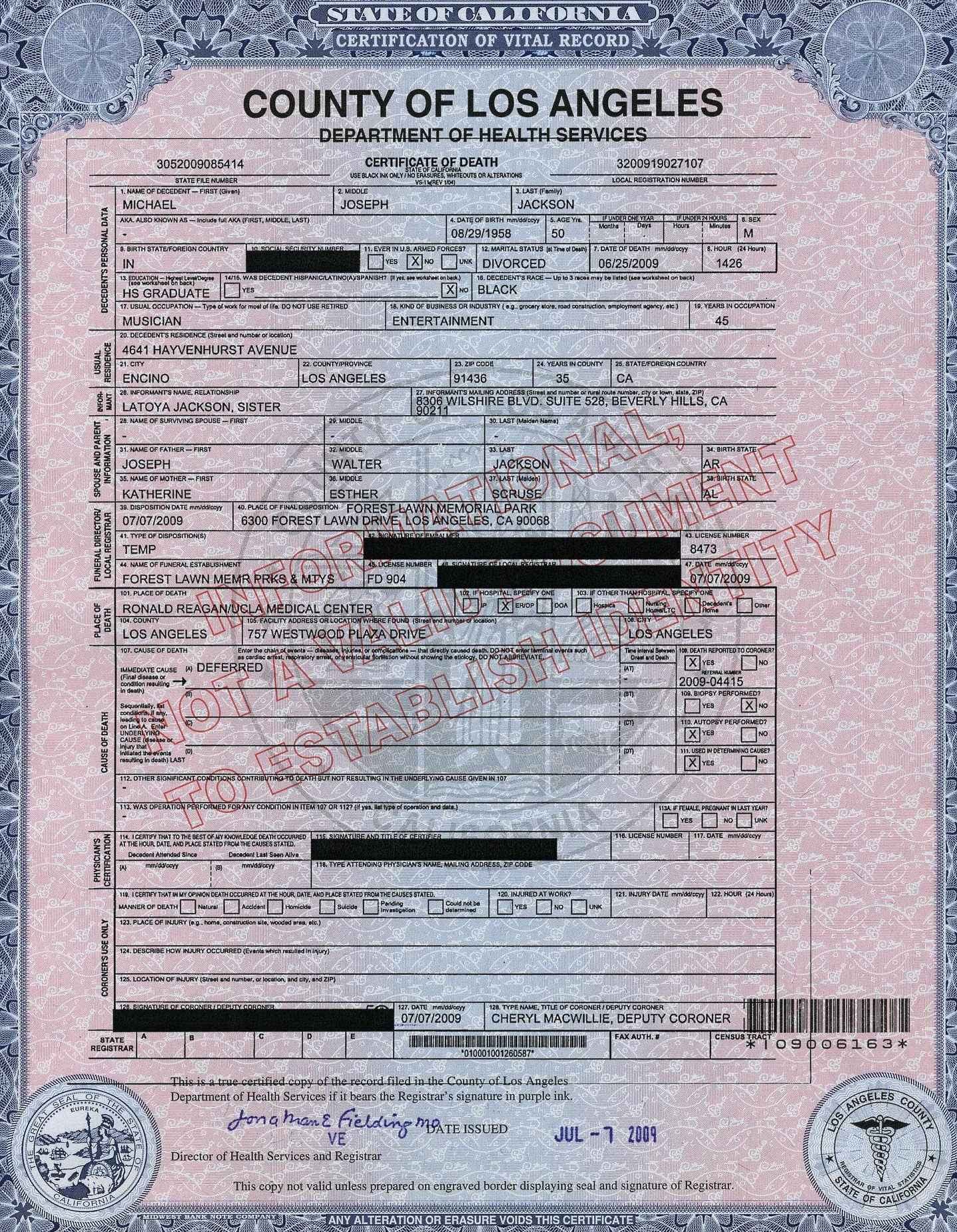
Перше свідоцтво про смерть Майкла Джексона, виписане в очікуванні звітів токсикології

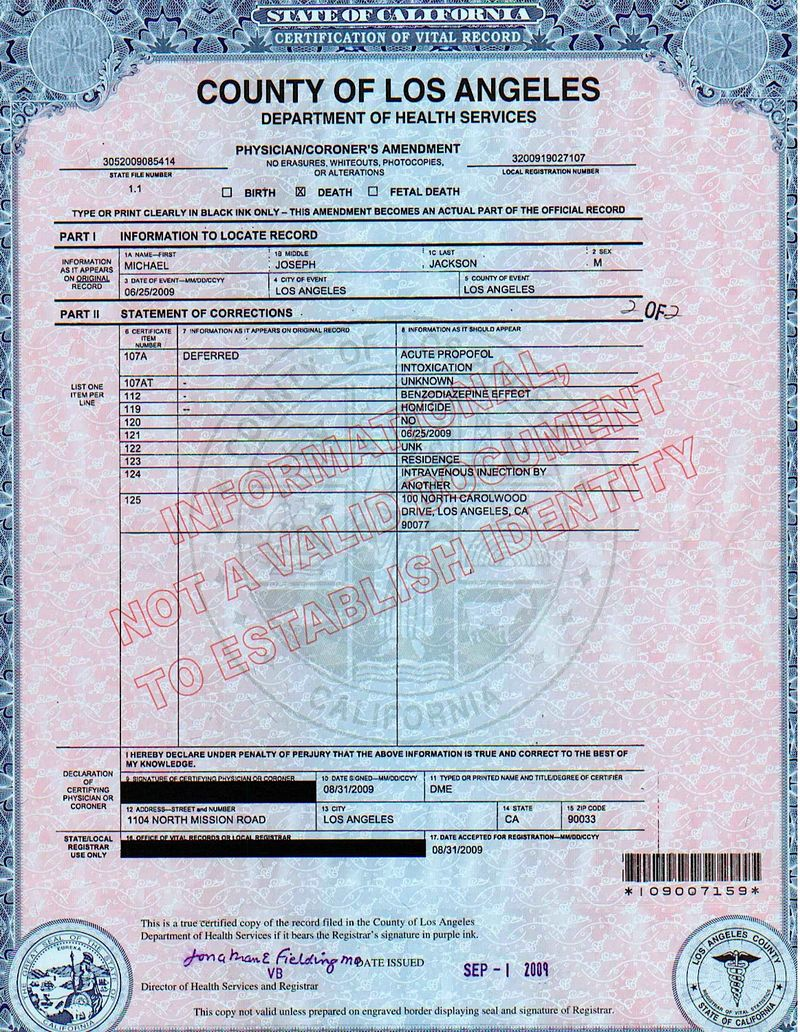
Виправлення у свідоцтві, зроблені слідчим після того, як звіти про токсикології стали доступні. Зверніть увагу на зміну причини «відкладених» в «гострої інтоксикації пропофолу» і постанову «вбивство».

## Сім'я і правові запитання
Джексон залишив після себе трьох дітей:
- Принц Майкл Джозеф Джексон (нар. 1997);
- Періс Майкл Кетрін Джексон (нар. 1998), народився під час шлюбу з другою дружиною, Деббі Роу;
- Принц Майкл Джексон II, відомий як «ковдра», 2002 року народження від сурогатної матері.

Він теж вижив, його брати Джекі, Тіто, Джермейн, Марлон і Ренді; сестри Реббі, Ла Тойя і Джанет, і батьки Джозеф і Кетрін. Кетрін було надано 29 червня 2009 року тимчасове опікунство над трьома дітьми Майкла.

### Реакція родини
Сім'я Джексон опублікував колективну заяву після смерті:
|  | Наш коханий син, брат, дядько і батько трьох дітей пішов так несподівано, в такий трагічний спосіб і занадто рано. Він залишає нас, його сім'ю, безмовною і спустошеною до того моменту, коли спілкування із зовнішнім світом здається практично неможливим Оригінальний текст (англ.) Our beloved son, brother, uncle and father of three children has gone so unexpectedly, in such a tragic way and much too soon. It leaves us, his family, speechless and devastated to a point, where communication with the outside world seems almost impossible at times. |

.
Ла Тойя зазначила, що сім'я подасть позов проти тих, кого вони вважали винним за смерть її брата, а також підштовхнути до кримінальної відповідальності. У 2009 році вона заявила, що Джексону, можливо, було введено в кінцевому рахунку смертельну дозу наркотиків. А в 2010 році сказала, що вона вірила, що її брат був убитий за музичний каталог.".
Незабаром після смерті Джексона, сім'я піднімали питання про роль компанії AEG Live, його промоутера, в останні кілька тижнів його життя. Йосип вже подав скаргу до Каліфорнійської медичної комісії, стверджуючи, що AEG Live порушувала правила практикуючої медицини, вимагаючи, щоб Мюррей вводив Джексону різні препарати. У скарзі, він також стверджує, що AEG Live не надали реанімаційне обладнання і медсестру, як просив Мюррей. Однак офіційний представник AEG Live відмовився коментувати цю скаргу.
Після того, як Мюррей не визнав себе винним у ненавмисному вбивстві, кілька членів сім'ї Джексона сказали, що вони відчували, що він заслуговує більш суворого покарання. 25 червня 2010 року, Джозеф подала позов проти Мюррея у протиправній смерті. У позові стверджується, що Мюррей неодноразово брехав, щоб прикрити використання ним пропофолу, не вів жодних медичних записів і був недбалий у використанні цих ліків Джексоном. Чарльз Пекхам — цивільний адвокат Мюррея, заперечував, що Мюррей давав Джексону, щось смертельне. 15 серпня 2012 року Жозеф за його протиправні дії, що привели до смерті Джексона подав позов проти Мюррея.
15 вересня 2010 року Паниш Ши і Бойл ТОО також було подано позов від імені трьох дітей Майкла Джексона та його матері проти Аншутца — керівника видовищно-розважальної Група, Інк. (АЕГ) і його дочірніх товариств і директорів (у тому числі Ренді Філліпса, Кенні Ортега, Павла Конгавера і Thimothy Leiweke). Він стверджував у позові, що AEG задля одержання надприбутків від його концертів не рахувалися із здоров'ям та безпекою Майкла Джексона, що, в остаточному підсумку, й призвело до його смерті". Рот відмовився коментувати позов, заявивши, що AEG його не бачив.
7 листопада 2011 року, сім'я Майкла Джексона прибула в будівлю суду в Лос-Анджелесі незабаром після того, як присяжні оголосили, що вони винесли вирок про винуватість Мюррея. Батько Майкла Джо Джексон розповів журналістам, що хоче «справедливості». Латоя Джексон написала у Твіттері, що вона тряслася, коли почула вирок, і продовжувала хвилюватись протягом всього дня. У 2017 році, Періс Джексон заявила, що вона була «абсолютно» впевнена, що її батько був убитий.

### Майно
Остання воля Майкла Джексона була подана адвокатом Джоном Бранком до суду Лос-Анджелеса 1 липня 2009 року. Заповіт було підписано 7 липня 2002 року від імені Бранка та Джона Макклейна (бухгалтера) як виконавців. Їхні права були підтверджені як такі, в Лос-Анджелеському суді 6 липня 2009.
Всі активи Майкла Джексона передаються сім'ї (із змінами 22 березня 2002 року), подробиці яких поки не розголошуються. Ассошіейтед Прес повідомляє, що в 2007 році Джексон володів майном вартістю 236,6 млн $: 567,6 млн $ в активах, які включають ранчо Неверленд і 50 % частку в Sony/ATV та музичному видавництві. Каталог і борги в розмірі $331 млн. Також говорилось про опіку над трьома дітьми своєї матері, Кетрін, і якщо вона не може або не бажає, щоб допомагала співачка Даяна Росс. Він заявив, що колишня дружина Джексона Деббі Роу була пропущена навмисно. Джексон виділяє 20 % свого майна, а також 20 % грошей після смерті неуточненим благодійним організаціям.
ЗМІ припустили, що рішення про розподіл майна Джексона може тривати багато років. Вартість Соні/АТВ музика видання оцінюється Райан Schinman в $1,5 мільярда. Згідно з цією оцінкою, частка Джексона в Sony/ATV — $750 млн, з яких Джексон мав би річний дохід у розмірі US$80 мільйонів. Корпорація Sony поки не коментує, чи буде вона викупляти частку Соні/АТВ у Джексонів. Кредитори Джексонів можуть змусити продати цю частку, що буде Sony на користь, оскільки це призведе до зниження продажної ціни. Терміновий продаж, призведе до зниження вартості всього майна Джексона, і, отже, не може зібрати достатньої кількості грошей для покриття всіх боргів.

### Оподаткування майна
Адміністратори майна IRS підрахували частки майна по-різному. Так, нерухомість Джексона може коштувати тільки $2,105 млн. Хоча податкова служба підрахувала, що все буде коштувати 434,26 $ млн. Також у спорі є частка у гурті «Джексон5», їх записи, права на акції і облігації, і різні автомобілі, якими Джексон володів. Податкова запропонувала "нав'язування $505 мільйонів у вигляді податків, плюс додаткові $197 мільйонів штрафів. 26 липня 2013 року власники майна подали в американський Податковий суд клопотання, стверджуючи, що «ІРС завищив вартість своїх активів, включаючи нерухомість, Бентлі, в регістрі Ллойда страховий поліс, Джексона MJJ частка підприємств, Inc…». Адвокат майна Джексона Павло Гофман (фірма Гофман, Саббан & Watenmaker) розповів Блумбергу, що інформація податкової служби неправдива. Судова справа має назву «Estate of Michael J. Jackson v. IRS, 17152-13» і розглядалася Податковим судом США у Вашингтоні (округ Колумбія).

## Реакція громадськості

### ЗМІ та мережі Інтернет

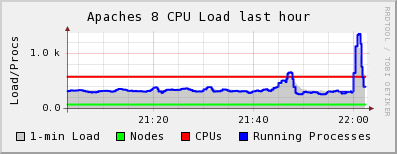
Перегляд Вікіпедії о 15:00 в Лос-Анджелесі 25 червня.

Перші повідомлення про те, що Джексон переніс серцевий напад та помер, з'явились у Лос-Анджелесі на новинному сайті ТМЗ про зірок. Лікарі медичного центру Рональда Рейгана оголосили, що Джексон помер о 2:26 ночі. Через 18 хвилин, ТМЗ опублікував наступну заяву: «Майкл Джексон помер сьогодні у віці 50 років». Лос-Анджелес Таймс підтвердив цей факт о 2:51 ночі за тихоокеанським часом (5:51 вечора за східним поясним часом).
Ця новина швидко поширилася в Інтернеті. В результаті сайти уповільнили свою роботу через перевантаження від напливу читачів. ТМЗ і Лос-Анджелес Таймс деякий час «висіли». В Google спочатку вирішили, що мільйони пошукових запитів означали, що їх пошуковик був під DDoS атакою, і заблокували пошукові запити, пов'язані з Майклом Джексоном протягом 30 хвилин. Twitter повідомив про катастрофу, як це зробила Вікіпедія о 3:15 pm за тихоокеанським часом (22:15 за Гринвічем).. Фонд Вікімедіа повідомив про майже мільйон відвідувачів статті про біографію Джексона протягом однієї години. Очевидно, більше відвідувачів протягом години ніколи не переглядали будь-яку статтю у Вікіпедії за всю її історію. AOL для обміну миттєвими повідомленнями впав на 40 хвилин. АОЛ назвав це «епохальною подією в історії інтернету … Ми ніколи не бачили нічого подібного за обсягом і глибиною.» Близько 15 % повідомлень у Твіттері (5,000 твітів на хвилину) були про смерть Джексона. Подібна ситуація були під час Виборах Президента Ірану або пандемії грипу, які відбулись трохи раніше в цьому році. В цілому, вебтрафік становив від 11 % до майже 20 % вище, ніж зазвичай МТВ ставили в ефір лише відеокліпи Джексона.
Згідно з аналізом, опублікованим Global Language Monitor, «72 годин після його смерті, Джексон зайняв 9 місце серед друкованих та електронних ЗМІ світу. Для Інтернету, блогів і соціальних медіа, Джексон піднявся на № 2, поступившись лише трейлінгу про обрання Барака Обами на посаду Президента Сполучених Штатів. Результати показали, зростаючого розриву між панівними світовими ЗМІ, і того, що відбувається з новинами в Інтернеті, і за його межами».. Головний слово аналітик ДЛМ JJ Payack, заявив, що смерть Майкла Джексона «вилилася в глобальну медіа-подію» і «те, що він увірвався в ТОП медіа ХХІ століття» є «свідченням глобального впливу цієї людини і його музики.».
Статистичні дані, опубліковані дослідницьким центром pew, показали, що два з трьох американців вважали увагу до смерті Джексона надмірною, а 3 % вважали недостатньою.. У Великій Британії до Бі-бі-сі надійшло понад 700 скарг від глядачів, які думали, що його смерть домінувала в новинах. 29 червня, американський консервативний коментатор Раш Лімбо сказав, що охоплення було «жахливою ганьбою» і висловив свою підтримку активістів Джессі Джексона і Ел Шарптон, які боролися, щоб зупинити в пресі спекуляції про те, що викликало смерть. Інші консерватори, в тому числі і коментатор Білл О'Райлі і конгресмен Пітер Т. Кінг, також не погоджувалися з надмірною увагою засобів масової інформації до смерті Джексона.
Між тим, президент Венесуели Уго Чавес назвав смерть поп-зірки досить «сумною новиною», але розкритикував телеканал CNN за те, що цій новині він приділяв набагато більше уваги, ніж вони дали часу перевороту, що відбувався в той час у Гондурасі.

### Горе

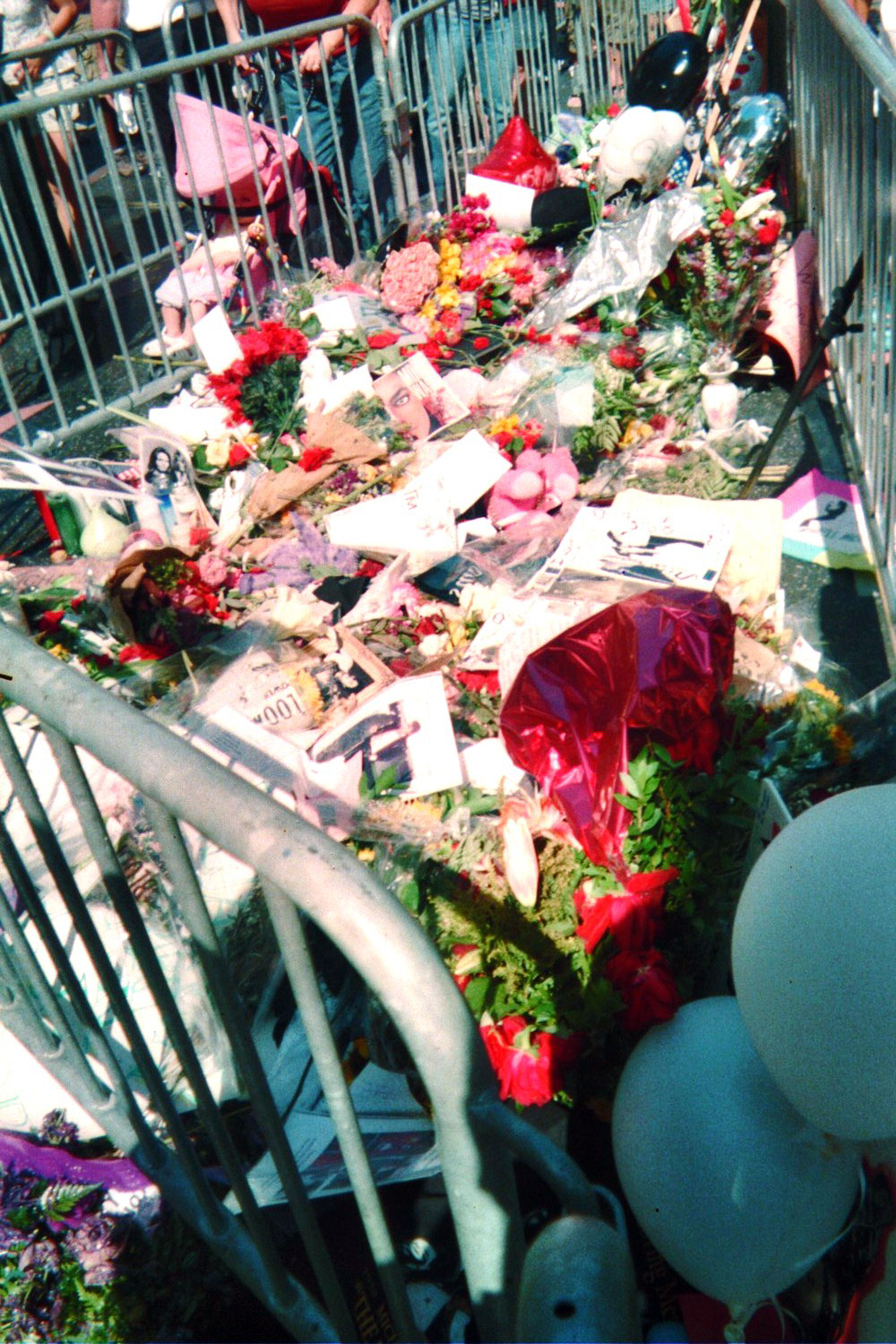
Джексон зірка на голлівудській алеї Слави стала центром для громадського горя.

Смерть Джексона викликала сплеск горя по всьому світу. Обставини і час його смерті порівняли з тим як пішли Елвіс Преслі і Джон Леннон. Фанати збиралися біля медичного центру ucla, ранчо Неверленд, будинку Джексона у Холмбі-Хіллз, сімейного будинку в Енсіно, в театрі Apollo в Нью-Йорку, і в Hitsville США, старій Мотаун штаб-квартирі в Детройті, де почалася кар'єра Джексона (тепер музей «Мотаун»). Вулиці навколо лікарні були перекриті, і у всій Америці люди залишили офіси і фабрики, щоб подивитися новини по телевізору. невеликий натовп, в тому числі мер міста, зібралися біля його дому дитинства в Гері, де прапор на мерії був доставлений у половину співробітників на його честь. Шанувальники в Голлівуді спочатку зібралися біля Зірки на «алеї Слави», яка була тимчасово покрита обладнанням для прем'єри фільму Бруно скорботних вболівальників і Меморіал данину переїхав з радіоведучим зірка на наступний день.
З Одеси в Брюсселі, і не тільки, уболівальників провели свої пам'ятні помини. Президент США Барак Обама направив лист співчуття родині Джексона, і Палати представників вшанували його хвилиною мовчання. пізніше Обама заявив, що Джексон «увійде в історію як один із найвидатніших артистів»..

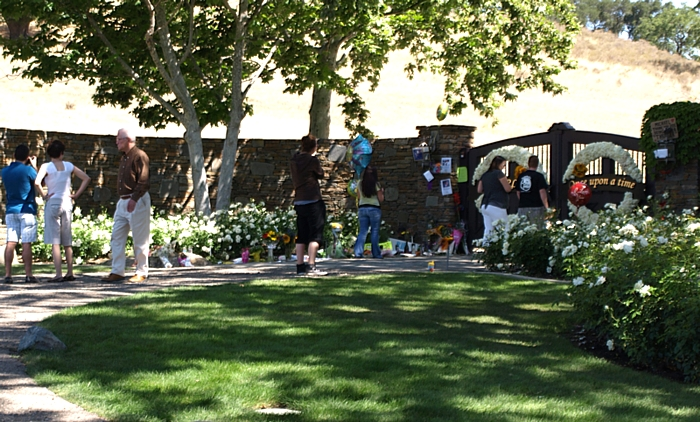
Шанувальники відвідують імпровізований Меморіал біля входу на ранчо Неверленд незабаром після смерті Джексона.

В Японії, де Джексон був свого роду статус ідола, офіційний представник уряду та інші міністри висловили свої співчуття. Міністр внутрішніх справ і міністр зв'язку Цутому Сато сказав журналістам: «Мені сумно, як я спостерігав за ним, оскільки він був членом Джексон п'ять». «Міністр оборони Якусазу Хамада приписують йому створення покоління зі своєю музикою». «він був суперзіркою. Це надзвичайно трагічна втрата. Але це фантастика, він був здатний дати так багато бажань і стільки надій людям всього світу, — сказав міністр охорони здоров'я Еіті Масудзоэ.»

### Вшанування пам'яті
30 червня 2009 року U2 під час своїх гастролей U2 360 у Барселоні присвятив Джексону пісню «Angel of Harlem». Вокаліст U2 Боно заспівав уривки з «Man In The Mirror» та «Don't Stop Till You Get Enough» наприкінці пісні.
10 липня 2009 року шість тисяч уболівальників взяли участь у концерті на честь Джексона в його рідному місті Гері, штат Індіана. Місцеві виконавці співали його пісень, і мер Руді Клей відкрив меморіал, присвячений співаку..
26 червня, кілька художників, як-от Фаррелл Вільямс і Лілі Аллен, вшанували Джексона на фестивалі «Гластонбері» у Великій Британії.
Мадонна загадала Джексона у другій частині Sticky & Sweet Tour. Під час виконання Попурі з пісень Джексона, світлини Джексона демонструвались на екрані.. Після виступу, Мадонна сказала глядачам: «Давайте по-аплодуємо одному з найбільших художників у світі». Бейонсе присвятила свою пісню «Halo» Джексону на багатьох концертах під час свого світового туру.
Сестра Джексона Ла Тойя випустила свою пісню «Home», 28 липня як благодійний сингл на честь її брата. Всі виручені кошти були передані одній із улюблених благодійних організацій Майкла. На щорічній церемонії нагородження BET, що проходила через три дні після смерті Джексона, 28 червня 2009 року, ведучий віддав данину співаку. На церемонії прозвучали кілька пісень Джексона.
Наступного дня після смерті Джексона, мер Ріо-де-Жанейро оголосив, що місто зведе пам'ятник співаку у фавелі Дони Марти. Джексон відвідав громаду в 1996 році і там зняв відеокліп на пісню для «They Don't Care About Us». Мер заявив, що Джексон допоміг перетворити громаду на модель соціального розвитку». Меморіали були зведені по всьому світу, у таких містах, як Токіо, Бухаресті і Баку (Азербайджан),. У Мідьят (Туреччина) було проведено Салат-ель-Джаназа (похоронну ісламську молитву) та розповсюджено традиційну похоронну хелве.
Музичне відео на «Do the Bartman», пісню Сімпсона, співавтором якої став Джексон, вийшло в ефір перед повтором епізоду «Сімпсонів» 28 червня. Епізод Сімпсона 1991 року «Stark Raving Dad», в якому знявся Джексон, був показаний на Fox Broadcasting Company. Епізод вийшов в ефір на голландському Comedy Central наступного дня після його смерті і був присвячений пам'яті Джексона. Його фільм 1978 року «The Wiz» («Чарівник країни Оз»; у якому він знявся разом з Дайаною Росс і Річардом Прайором) був опублікований у рідкісному 35-мм форматі і був показаний у Голлівудському театрі на його честь. Він також був перевиданий за тиждень до виходу фільму Майкла Джексона This Is It у деяких містах. Мадонна відкрила в 2009 році MTV Video Music Awards з промовою про Майкла Джексона. Джанет Джексон виступила на ВМА, щоб віддати музичну данину братові та вшанувати його кар’єру. Він був удостоєний посмертної нагороди за свою діяльність під час 52-ї премії «Греммі» 31 січня 2010 року. Джексон був відзначений на 82-й щорічній церемонії премії «Оскар» у пам'ятній «In Memoriam».

### Рекорд продажів
Продажі музики Джексона різко зросли, до 29 червня, за даними ХМВ. Білл Карр Амазон, сказали, що сайт продали всі диски Джексона і Джексон 5. Попит перевершив, продажі музики Елвіс Преслі і Джон Леннон після їх раптової смерті. в Японії, шість з його альбомів зробили США в Японії Топ-200 альбомів у графіку, і в Польщі, Трилер 25 очолила національний чарт і був замінений на короля поп-музики на наступному тижні.
В Австралії, 15 його альбомів займали Арія ТОП-100 за станом на 5 липня, чотири з них у першій десятці, з трьох займають перші три місця. Він мав 34 синглів у ТОП-100 чарту синглів, в тому числі четверо в десятці. Продажі альбому були 62,015 за попередній тиждень; поодинокі підраховані 107,821 одиниць. у другу тиждень продажу альбому зросли порівняно з попереднім тижнем і підраховані 88,650 копії. 12 липня, чотири альбому потрапили в ТОП-10 з трьох займають перші три місця. У Новій Зеландії, Трилер 25 очолила чарт. в Німеччині, Король поп-музики очолила чарт, та з 28 червня по 4 липня, дев'ять його альбомів займали ТОП-20 CAPIF в Аргентині.
В Афіші європейських Топ-100 альбомів, він увійшов в історію і вісім його альбомів у першій десятці позицій. за станом на 3 серпня, Король поп-музики провів чотири тижні на вершині Billboard у європейських Топ-100 альбомів графіку. Колекція також провів два тижні на одному графіку.
У Великій Британії, за тиждень після його смерті, його альбоми посіли 14 з 20 місць на Amazon.com чарт продаж, від стіни у верхній частині. Ряд з них досяг вершини британських чартах, а його студійних альбомів займали номер два, номер вісім на iTunes в музичний магазин топ-альбоми. Шість його пісень потрапили в ТОП-40: «людина в дзеркалі» (11), «Thriller» (23), «Біллі Джин» (25), «гладкий злочинець» (28)", «бити» (30), «земна пісня» (38). в наступне неділю, 13 Джексона пісні потрапив у ТОП-40, включаючи «людина в дзеркалі», який посів друге місце. він зламав Рубі Мюррейз 1955 запису п'яти пісень у топ-30. до того Майкл Джексон очолив чарт, даючи Джексон другий номер, один альбом за стільки тижнів. У нього було п'ять з десяти кращих альбомів у чартах. у третій тиждень продажів, необхідні Майкл Джексон зберіг свої позиції і Джексон провів три інші позиції в першій п'ятірці. по 3 серпня, Джексон було продано 2 мільйони платівок і провів шість тижнів поспіль на вершині хіт-параду альбомів. він зберіг за собою перше місце в чарті альбомів вже сьомий тиждень поспіль.
У США в сукупності, було відразу ж продано 422 000 копій його сольних альбомів. Ще 800 000 копій у перший тиждень, і 1,1 мільйона копій на наступному тижні після панахиди. Він також побив рекорд на верхньому цифрових альбомів, чарти, шість з топ-10 слотів, включаючи всю четвірку. На гарячих цифрових піснях графіку він поставив рекорд 25 пісень на 75 позиції в списку. У США, Джексон став першим художником, щоб продати більше ніж один мільйон завантажень тиждень, з 2,6 мільйона продажів.
По 5 серпня, Джексон продав близько 3,8 мільйона альбомів і 7,6 мільйона треків у США. Ряд з них були найбільш продаваним альбомом за шість з семи тижнів, які пішли за його смертю. до кінця року в 2009 році, Джексон став самим продаваним Артистом Року продаж 8,2 млн альбомів у США він також став першим артистом в історії, якому вдалося чотири з топ-20 найбільш продаваних альбомів за один рік у США, майже у два рази продажу його найближчого конкурента. Джексон був також третім самим продаваним цифровий художник в 2009 році в США, продаючи близько 12,35 млн одиниць.
За 12 місяців після смерті Джексона продано дев'ять мільйонів копій своїх альбомів у США і 35 мільйонів альбомів по всьому світу. його майна і доходів в один мільярд доларів.

## Поховання

### Меморіал

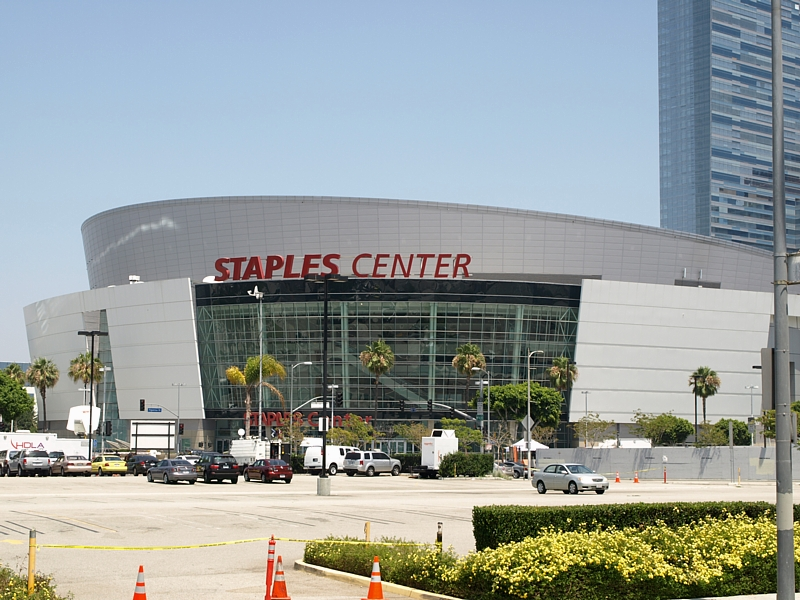
Близько одного мільярда глядачів переглянули меморіал Стейплс-Центр, в якому проходила поминальна служба

Приватна сімейна служба проходила на Форест Лоун Меморіал Парк у Лос-Анджелесі, після громадянській панахиди у Стейплс-центр у Лос-Анджелесі, штат Каліфорнія на 7 липня, де Джексон репетирував на 24 червня, за день до його смерті. Панахида була організована Джексона концертний промоутер, АЕГ відео,, який віддав 17,500 безкоштовні квитки (навіть якщо АЕГ спочатку, щоб продати їх, але через скарги довелося відмовитися) для фанатів по всьому світу через інтернет-лотерея, яка залучила понад 1,2 млн раз на 24 години, і понад півмільярда Переглядів на сторінку. служба транслювалася в прямому ефірі по всьому світу, і, як вважалося, були подивилося понад 2,5 мільярда осіб.
Бронзова труна з тілом Джексона (вартість в USD $25,000) була поміщена в передній частині сцени. Численні Зіркові гості відвідали похорон. його брати кожен носив одиночні, білі, блискучі рукавички, в той час як Стіві Уандер, Мерайя Кері, Лайонел Річі, Джермейн Джексон і інші співали його пісні.
11-річна донька Періс сказала присутнім: «Я просто хочу сказати, що відтоді, як я народилася, татко був кращим батьком, ти можеш собі уявити … і я просто хочу сказати, що я люблю його… так сильно.» Марлон Джексон сказав: «може бути, тепер, Майкле, вони дадуть вам спокій.»

### Поховання
За даними, похорон Джексона спочатку був запланований на 29 серпня 2009 року (це був його 51-й день народження).. Служба і поховання відбулися в Глендейлі ліс газон Меморіальний парк 3 вересня 2009 року. На похованні були присутні всі члени сім'ї, перша дружина Ліза Марія Преслі, а також його найкращі друзі Маколей Калкін, Кріс Такер, Квінсі Джонс, Едді Мерфі та Елізабет Тейлор, серед інших. Служба почалася з того, що троє дітей Джексона помістили золоту корону на його труну.
Похорон Джексона коштував один мільйон доларів. витрати на похорон включений; $590 000 для Джексона склеп на Форест-Лоун здорово Мавзолей, величезний граніт і мармур наповнювали палац, гостьові запрошення для $11 716. законопроєкт щодо безпеки, у тому числі на автомобілях класу люкс, яка доставила Джексона дітей, батьків, братів і сестер на церемонію прийшли до $30 000; рахунок флористів становив $16 000; і похоронами було заплачено $15 000. Говард Вейцман, адвокат з нерухомості та виконавці відзначили, що сім'я Майкла вирішила на самій церемонії, але сказали, що пишні похорони мають відповідати його життю. Сказавши: «це був Майкл Джексон. Він був більше ніж життя, коли він був живий».
З часом останки Джексона будуть поховані в Холлі у великому Мавзолей. Мавзолей — це режимний об'єкт, який недоступний для широкого загалу або ЗМІ, за винятком вкрай обмежених масштабах. В родині спочатку бажали поховати Джексона на ранчо Неверленд. Тим не менш, деякі члени сім'ї заперечували це, вказуючи, що ранчо було заплямоване звинуваченням у сексуальному насильстві. Крім того, власники ранчо повинні були пройти через процес видачі дозволів з повітом і державою, перед встановленням кладовища на місці. У липні 2010 року охорона мавзолею була збільшена через факти вандалізму з боку шанувальників, які залишали такі повідомлення, як «утримати мрію» і «сумую по тобі солодкий ангел» незмивним чорнилом.